# Jaiber Jiménez
Jaiber Jiménez Ramírez (ur. 7 stycznia 1995 w Oaxace) – meksykański piłkarz występujący na pozycji lewego obrońcy.